# Theodor Koch-Grünberg
Theodor Koch-Grünberg (Grünberg (Hesse), Imperi alemany, 9 d'abril de 1872 - Caracaraí, Brasil, 8 d'octubre de 1924) va ser un etnòleg i explorador alemany que va fer una valuosa contribució a l'estudi dels pobles indígenes de Sud-amèrica, en particular els pemons de Veneçuela i altres pobles indígenes de la conca amazònica que s'estenen al sud-oest del Brasil i una gran part de la regió del Vaupés a Colòmbia. La pel·lícula de 2015 El abrazo de la serpiente ficticia la seva malaltia i els darrers dies segons els seus diaris. Va ser interpretat per l'actor Jan Bijvoet.

## Perfil

### Primers anys
Després d'estudiar humanitats a la Universitat de Tübingen, Koch-Grünberg es va doctorar en filosofia a la Universitat de Würzburg amb una tesi sobre les llengües guaicuruanes. El 1896 va viatjar al Brasil per primera vegada com a membre d'una expedició dirigida per Hermann Meyer a la recerca de la font del riu Xingu, afluent del riu Amazones.

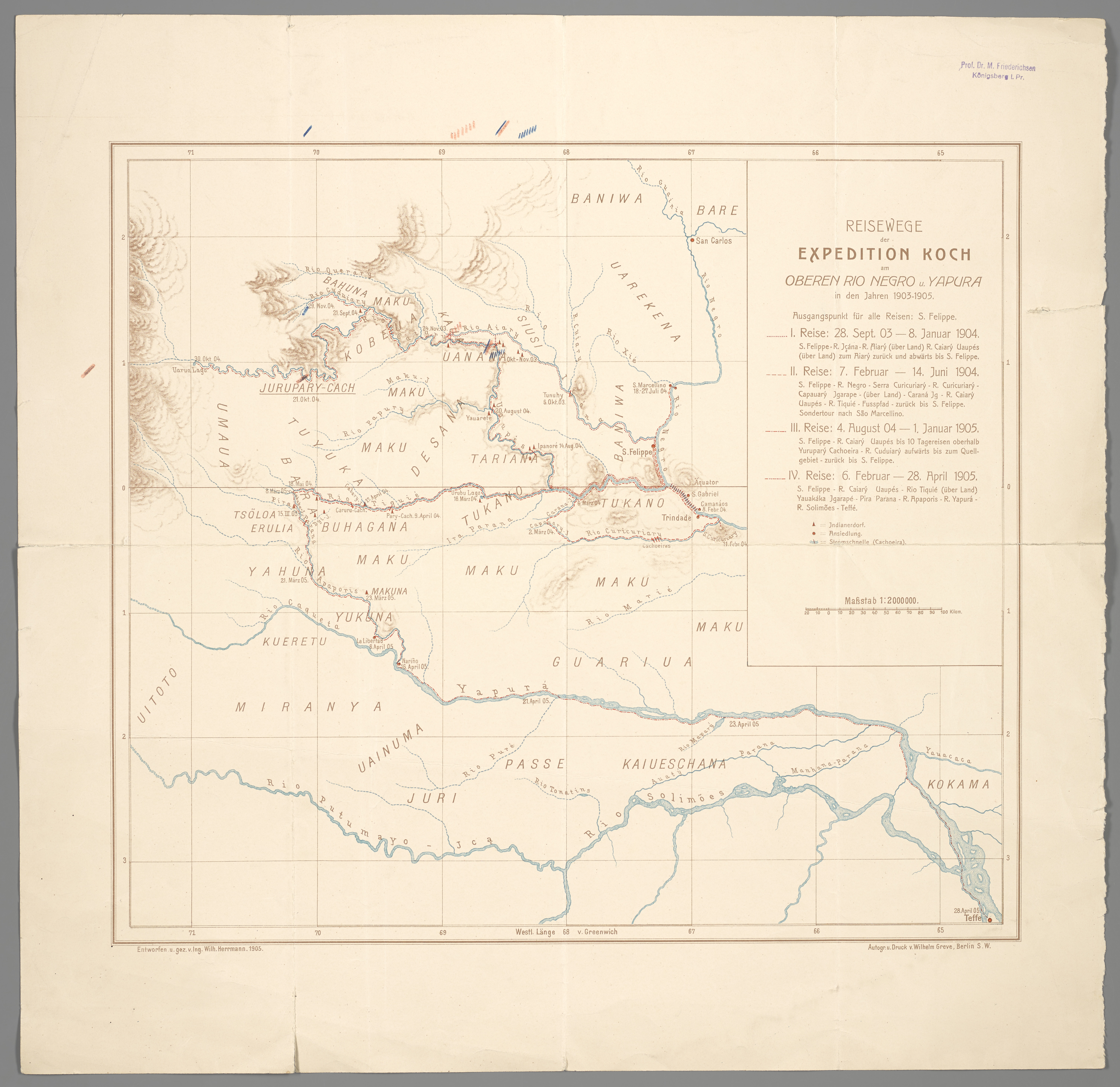
Mapa de l'expedició de Koch al Riu Negro 1903-1905

### Primera expedició
Des de 1903, 1905, Koch-Grünberg va explorar el riu Yapura i el riu Negro fins a la frontera entre el Brasil i Veneçuela. El 1906 va publicar fotogravats de diversos indígenes que va trobar en l'expedició al seu monumental "Indianertypen aus dem Amazonasgebiet nach eigenen Aufnahmen während seiner Reise in Brasilien" (1906).

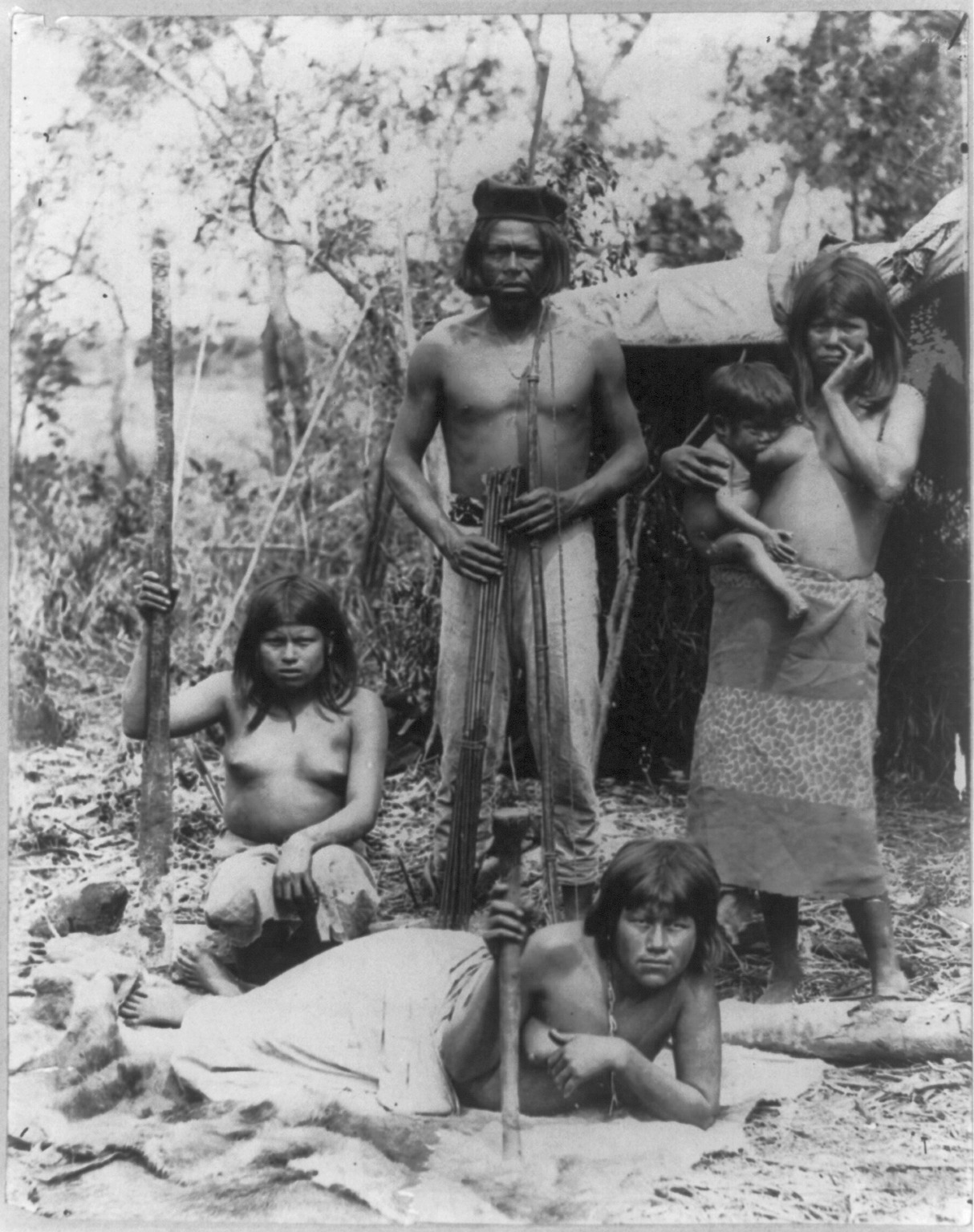
Fotografia presa durant la segona Expedició al riu Xingú, pel viatger alemany Hermann Meyer (1871-1932). Aquesta fotografia feia part de l'arxiu de l'etnòleg alemany Theodor Koch-Grunberg.

Un relat escrit del viatge de Koch-Grünberg, que incloïa el seu estudi sobre els baniwes, es va publicar en dos volums el 1910-11 sota el títol de Zwei Jahre Unter Den Indianern. Reisen in Nord West Brasilien, 1903-1905 ("Dos anys entre els indis. Viatges al nord-oest del Brasil"). Va il·lustrar el seu relat amb fotografies i les seves descripcions de tribus brasileres encara són utilitzades pels antropòlegs i etnòlegs actuals.

### Segona expedició i carrera posterior
La segona gran expedició de Koch-Grünberg va començar el 1911. El va portar des de Manaus, del riu Branco fins al Monte Roraima a Veneçuela, on va documentar els mites i les llegendes dels pemons i va fer moltes fotografies. Va utilitzar incorrectament els noms locals arekuna i taulipang per descriure els grups indígenes que va estudiar, però es tracta de noms locals per als pemons.
Després va explorar la Sierra Parima, el riu Caura i el riu Ventuari abans d'arribar al riu Orinoco l'1 de gener de 1913.
Després de passar poc temps a San Fernando de Atabapo, en aquella època la capital del Territori federal de l'Amazones, Koch-Grunberg va continuar el seu viatge pel canal Casiquiare, que enllaça el sistema del riu Orinoco amb l'Amazones, a través del riu Negro.
Després va tornar a Manaus, abans de tornar a Alemanya per produir la seva obra més important, Vom Roraima Zum Orinoco ("De Roraima a l'Orinoco"), publicada el 1917.

### Carrera posterior i mort
Koch-Grünberg, en els seus escrits, es queixa sovint de les privacions relatives al menjar i al refugi. Basant-se en el seu relat Dos anys entre els indis ..., no semblava haver pres cap precaució contra la malària, però a "De Roraima a l'Orinoco" (pàgina 88, edició alemanya), descriu com es va protegir amb quinina, seguint un manual de medicina tropical alemanya per a laics (A. Plehn: Kurzgefasste Vorschriften zur Verhütung und Behandlung der wichtigsten tropischen Krankheiten bei Europäern und Eingeborenen für Nichtärzte).
Va ser el director del Museu Etnogràfic de Berlín, on s’emmagatzemen molts dels articles que va recollir durant els seus viatges.
Koch-Grünberg va morir sobtadament al Brasil el 1924 després de contraure la malària en una expedició amb l'explorador, geògraf i metge nord-americà Alexander H. Rice, Jr. i el cineasta portuguès-brasiler Silvino Santos per cartografiar el curs alt del riu Branco. La pel·lícula de l'expedició es titulava The Trail of El Dorado.

## Obres
- Theodor Koch-Grünberg 1906 - "Indianertypen aus dem Amazonasgebiet nach eigenen Aufnahmen während seiner Reise in Brasilien" ("Indian Types of the Amazon Basin", Ernst Wasmuth, Berlin) An impressive collection of 141 photogravures of the people he visited on his 1903-1905 visit to Rio Negro.
- Theodor Koch-Grünberg 1909 - "Zwei Jahre unter den Indianern: Reisen in Nordwest-Brasilien 1903-1905" ("Two years among the Indians. Travels in North-West Brazil")
- Theodor Koch-Grünberg 1916 - "Vom Roraima zum Orinoco. Ergebnisse einer Reise in Nordbrasilien und Venezuela in den Jahren 1911–1913." 5 Bände. Strecker und Schröder, Stuttgart. (reissued by Cambridge University Press, 2009; ISBN 978-1-108-00630-9)